# Flynn Berry
Pour les articles homonymes, voir Berry (homonymie).
Flynn Berry, née le 7 septembre 1986, est une femme de lettres américaine, auteure de thriller psychologique.

## Biographie
Flynn Berry est diplômé l'université Brown.
En 2016, elle publie son premier roman, Under the Harrow, pour lequel elle est lauréate du Prix Edgar-Allan-Poe 2017 du meilleur premier roman.

## Œuvre

### Romans

#### SérieTessa et Marian Daley
- Northern Spy (2021) publié en français sour le titre Ma sœur est une espionne, traduit par Emmanuelle Heurtebize, coll. « Sang d'Encre » Presses de la Cité (ISBN 9782258200340)
- Trust Her (2024)

#### Autres romans
- Under the Harrow (2016)
- A Double Life (2018)

## Prix et distinctions

### Prix
- Prix Edgar-Allan-Poe 2017 du meilleur premier roman pour Under the Harrow[2]

### Nominations
- Prix Macavity 2017 du meilleur premier roman pour Under the Harrow[3]
- Prix Barry 2017 du meilleur livre de poche original pour Under the Harrow[4]